# エルフガー (マーシア伯)
エルフガー（Ælfgar、生年不詳 - 1062年?）とは、11世紀のアングロサクソン人貴族である。マーシア伯レオフリックと、その有名な妻ゴダイヴァ夫人の子である。彼は父レオフリック伯の死後、1057年にマーシア伯の地位を継承し、さらにイースト・アングリア伯の称号をも獲得したが、一時的に追放されている。彼の娘の最初の結婚を通じて、ウェールズ王グリフィズ・アプ・リウェリンの義父となった。エルフガーの死後数年で、娘は未亡人となり、ハロルド・ゴドウィンソンと再婚した。

## 戦争と追放
エルフガーは、1051年にウェセックス伯ゴドウィンとその息子たちがイングランドから追放された際に利を得て、元々ゴドウィンの息子であるハロルド・ゴドウィンソンが領していたイースト・アングリア伯領を獲得した。しかし、翌年、ゴドウィン伯と国王エドワード証聖王が和解し、イングランドに帰国したハロルドはイースト・アングリア伯爵位を取り戻した。だが、それは長くは続かなかった。1053年の復活祭の頃、ゴドウィンが死去しハロルドがウェセックス伯に昇格したため、イースト・アングリア伯位は再びエルフガーの手に戻った。
1055年、エルフガーは国王より追放処分を受けた。しかし、エルフガーは、かつてゴドウィン伯が王に対してしたように、彼もまた国王に対して圧力をかけた。追放後、エルフガ―はアイルランドで18隻の船を調達し、さらにウェールズ王グリフィズ・アプ・リウェリンと同盟を結び、エドワード王に対抗した。10月24日、彼らはヘレフォードの2マイル手前でヘレフォード伯ラルフの軍と衝突した。この戦いでラルフ伯とその軍は敗走し、グリフィズ王とエルフガーは彼らを追撃して多くを殺傷した後、ヘレフォードを略奪・焼き払った。エドワード王はすぐに軍を招集し、ハロルド・ゴドウィンソン伯を指揮官に任命した。エルフガーらにとってこの新たな軍勢に対抗することは難しく、エルフガーとグリフィズは南ウェールズへ撤退した。しかし、外交交渉によってエルフガーは復権を果たした。

## 家族
エルフガーはアングロ・ノルマン系貴族ウィリアム・マレット（アイ領主）の姉妹とされているエルギフという人物と結婚したとされる。彼女はまた、エルギフ・オブ・ノーサンプトン（クヌート大王の最初の妃）の親族であった可能性もある。 彼には少なくとも4人の子供がいたが、正確な誕生年は不明である。
- バーグへアド（英語版）（1061年没） - 父に先立ち死去[2][5]。
- エドウィン（1071年没） - 後のマーシア伯
- モーカー（1087年以降没） - 後のノーサンブリア伯（英語版）
- エディス（英語版） - ウェールズ王妃およびイングランド王妃。最初の夫はウェールズ王グリフィズ・アプ・リウェリン（英語版）、二番目の夫はハロルド・ゴドウィンソン。

バーグヘアドは1061年初頭にローマからの帰路で死去し、ランスに埋葬された。これにより、エルフガーはスタッフォードシャーとシュロップシャーの土地をランス修道院に寄進し、それがラプリー修道院の設立資金となった。彼は3人の子供を残して世を去った。

## 死
エルフガーは1062年頃に死去したと考えられている。彼はヘイスティングスの戦いの前に亡くなっており、彼の娘の子供たち（敗れたハロルド王の子孫）は、後に亡命生活を送ったと考えられている。